# クラウス・フォン・クリッツィング
クラウス・フォン・クリッツィング（Klaus von Klitzing, 1943年6月28日 - ）は、ナチス・ドイツ占領下のポーランド・シロダ・ウィエルコポルスカ出身のドイツ人物理学者。1975年に安藤恒也らにより理論的に示唆されていた整数量子ホール効果を実験的に発見した功績によって、1985年にノーベル物理学賞を受賞した。

## フォン・クリッツィング定数
国際的に標準抵抗として採用されているフォン・クリッツィング定数 {\displaystyle R_{K}=h/e^{2}}=25812.807459304506660... Ω（プランク定数(h)と電気素量(e)は2019年5月以降は定義定数であるので、この数値に不確かさはない。）は、整数量子ホール効果を発見した業績を称えてその名前がつけられた。この値は、量子ホール効果において観測される量子化ホール伝導率の逆数から求めることができる。

## 経歴
- 1969年ブラウンシュヴァイク工科大学で物理学を学び卒業
- 1972年:ヴュルツブルク大学で博士号を取得。
- 1980年:ミュンヘン工科大学教授。
- 1985年:マックス・プランク研究所部局長、シュトゥットガルト大学名誉教授。

## 受賞歴
- 1982年:EPS欧州物理学賞
- 1985年:ノーベル物理学賞
- 1989年:ニューサウスウェールズ大学よりディラック・メダル